# Dorfkirche Zernikow (Nordwestuckermark)

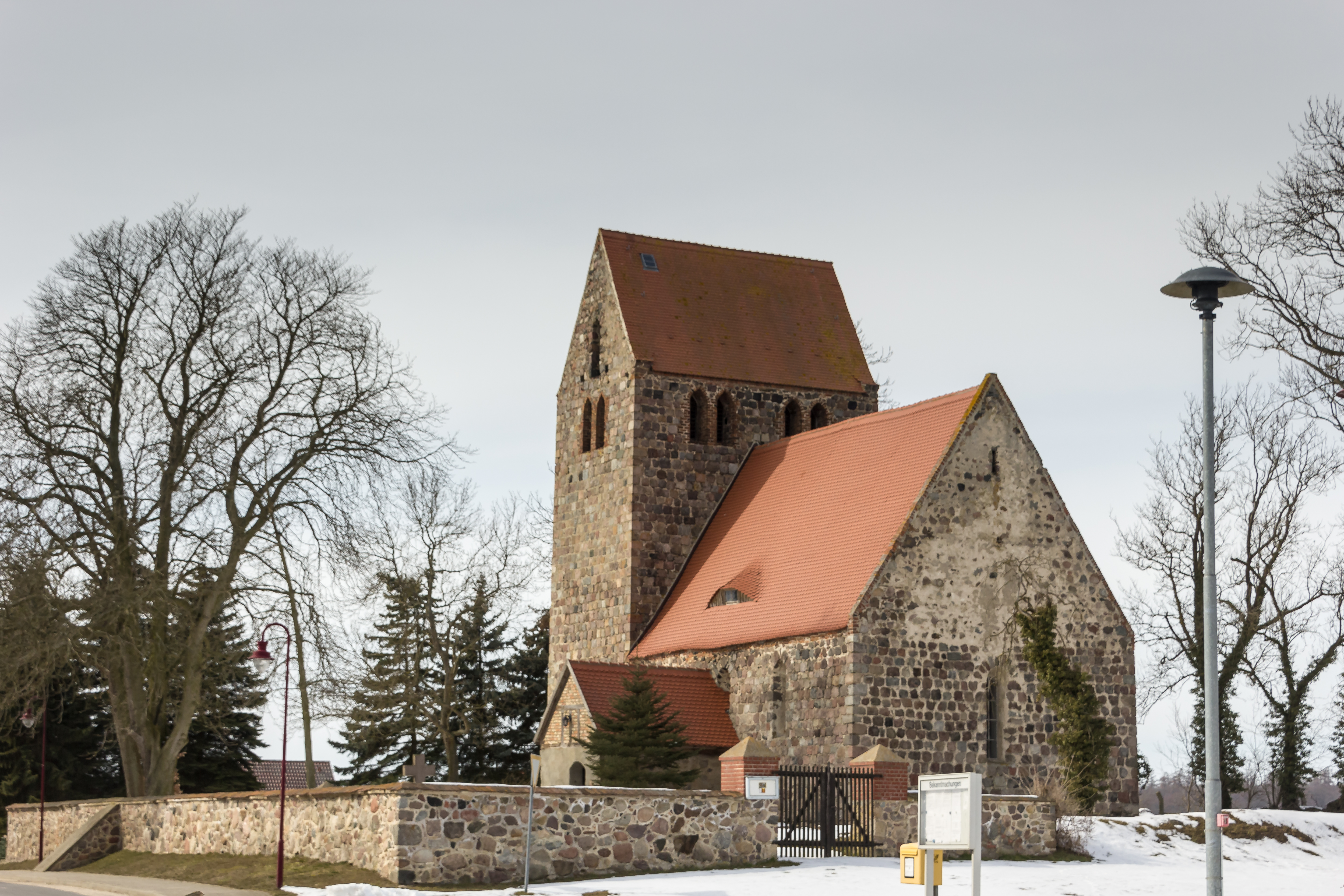
Dorfkirche in Zernikow

Die evangelische Dorfkirche Zernikow ist eine Saalkirche in Zernikow, einem Ortsteil der Gemeinde Nordwestuckermark im brandenburgischen Landkreis Uckermark. Die Kirche gehört zur Gesamtkirchengemeinde Schönwerder des Kirchenkreises Uckermark der Evangelischen Kirche Berlin-Brandenburg-schlesische Oberlausitz. Das Gebäude steht unter Denkmalschutz.

## Baubeschreibung
Die in der zweiten Hälfte des 13. Jahrhunderts errichtete Kirche von Zernikow ist ein kleiner Saalbau aus Feldstein mit einem Westquerturm. Der mit einem quer angeordneten Satteldach gedeckte Turm besitzt spitzbogige, paarige Schallöffnungen mit Backsteingewänden. Der Anbau der Südvorhalle erfolgte im 18. Jahrhundert.
Im Osten des Kirchenschiffs gibt es nur ein Fenster, die Spitzbogenöffnung zum Turm ist im Inneren vermauert. Die Balkendecke und eine Westempore stammen aus dem 18. Jahrhundert. Ein Grabstein für Georg Friedrich von Sydow (1705–1771) ist mit einem Wappen versehen.